# The Purity of Perversion
Albums de Aborted
The Necrotorous Chronicles
(1998) Engineering the Dead
(2001)
The Purity of Perversion est le premier album studio du groupe de brutal death metal belge Aborted. L'album est sorti en 1999 sous le label Uxicon Records.
De nombreux titres de cet album contiennent des intros et outros qui sont des samples audio provenant de films d'horreur, comme le titre Wretched Carnal Ornaments.

## Liste des morceaux
1. Intro
2. Act of Supremacy
3. The Lament Configuration
4. The Sanctification of Fornication
5. Organic Puzzle
6. Necro Eroticism
7. Highway 1-35
8. Gurgling Rotten Feaces
9. Wrenched Carnal Ornaments